# Никитина, Варвара Александровна
Варва́ра Алекса́ндровна (Ива́новна) Ники́тина (28.09.1857, Петербург — 2.11.1920, Петроград) — балерина Мариинского театра.

## Биография
Родилась 28 сентября 1857 года в Санкт-Петербурге. 
Хореографическое образование получила в балетном отделении Петербургского театрального училища, где с ней работали педагоги М. И. Петипа, Л. И. Иванов, X. П. Иогансон. 
С 1877 по 1893 работала в Петербургской балетной труппе Императорских театров. 
3 января 1890 года балерина участвовала в премьерном показе балета «Спящая красавица» на музыку П. И. Чайковского в постановке хореографа М. И. Петипа на сцене Мариинского театра, где блестяще исполнила па-де-де принцессы Флорины (В. А. Никитина) и Голубой птицы (Э. Чекетти). Премьера прошла с большим успехом и получила восторженные отзывы критики.
Яркая представительница классической школы танца она сочетала в своём танце виртуозную технику с грациозностью и воздушностью. Особенно удавались ей романтические, поэтические образы, требующие лёгкости и живости. К числу её лучших партий относятся — Ундина, Сильфида, Бабочка. 
В 1886 году гастролировала в театре Берлинской оперы.
Скончалась 2 ноября 1920 года в возрасте 63-х лет в Петрограде (ныне Санкт-Петербург).

## Репертуар
Первая исполнительница партий:
- 1879 — Викторина в балете на муз. Ж. Снеля в оркестровке Л. Минкуса «Фризак-цирюльник, или двойная свадьба», балетмейстер М. Петипа
- 1882 — Осень в балете Ф. Бенуа «Пакеретта», балетмейстер М. Петипа
- 18 мая 1883 — Голубь в балете Л. Минкуса «Ночь и День», балетмейстер М. Петипа
- 11 декабря 1883 — Диана в балете Ю. И. Трубецкого «Кипрская статуя» («Кипрская статуя, или Пигмалион»), балетмейстер М. Петипа
- 1884 — Сванильда в балете Лео Делиба «Коппелия», балетмейстер М. Петипа
- 1886 — Огонь любви в балете Л. Минкуса «Волшебные пилюли», балетмейстер М. Петипа
- 1887 — Илька в балете Р. Дриго «Очарованный лес», балетмейстер Л. Иванов
- 1888 — Пепита в балете на сборную музыку «Севильская красавица», балетмейстер Л. Иванов
- 5 июня 1889 — Бабочка в балете Н. С. Кроткова «Капризы бабочки», балетмейстер М. Петипа
- 1890 — принцесса Флорина в балете П. И. Чайковского «Спящая красавица», балетмейстер М. Петипа
- 1890 — Ненюфар в одноименном балете Н. С. Кроткова, балетмейстер М. Петипа;
- 1890 — нимфа Ореада в балете А. Фридмана «Шалость Амура», балетмейстер Л. Иванов.
- 19 января 1892 — Сильфида в одноимённом балете Жана Шнейцхоффера, балетмейстер М. Петипа по Ф. Тальони.
- 1892 — Ундина при возобновлении балетмейстером М. Петипа собственных более ранних постановок балета Ц. Пуни «Наяда и рыбак».

Другие партии:
- Трильби в одноимённом балете Юлия Гербера, балетмейстер М. Петипа
- Элла в балете Р. Е. Дриго «Талисман», балетмейстер М. Петипа.
- Одалиска в балете А. Адана «Корсар», балетмейстер М. Петипа
- Рейн в балете Ц. Пуни «Дочь фараона», балетмейстер М. Петипа
- Бабочка в балете поставленном М. Петипа на музыку Ф. Мендельсона к комедии Шекспира «Сон в летнюю ночь».